# Sacha Rytchkov
Aleksandr Nikolaïevitch Rytchkov (en russe : Александр Николаевич Рычков, né le 29 septembre 1974 à Oussolie-Sibirskoïe (Union soviétique), est un footballeur russe.

## Biographie
Pendant son passage au Racing Club de Lens, Rythckov fait l'objet d'un contrôle antidopage positif au cannabis après un match de championnat disputé en novembre 1996 contre le RC Strasbourg. Il est alors suspendu par le club sang et or.

## Carrière comme joueur
- 1991-1992 : Lokomotiv de Moscou
- 1992-1996 : Standard de Liège , 58 matchs, 2 buts
- 1996-1997 : Racing Club de Lens
- 1997-1998 : 1. FC Cologne
- 1998-1999 : FC Bâle
- 1999-2000 : SR Delémont
- 2001-2002 : SC Paderborn 07
- 2002 : Bellinzone